# Nombre de Fresnel
Le nombre de Fresnel est, en optique, un nombre sans dimension qui intervient dans l'étude de la diffraction et est défini par :
{\displaystyle F={\frac {a^{2}}{\lambda \ell }}}
où :
- {\displaystyle a} est la taille typique d'une ouverture ou d'un objet diffractant,
- {\displaystyle \lambda } est une longueur d'onde,

et :
- {\displaystyle \ell } est la distance entre l'ouverture et l'écran où l'on observa la figure de diffraction.

La diffraction de Fraunhofer correspond au cas où {\displaystyle F\ll 1} ; celle de Fresnel, au cas où {\displaystyle F\gtrsim 1}.